# Roberto Bustamante
Roberto Bustamante Collado (nacido el 26 de septiembre de 1969 en Madrid, Comunidad de Madrid) es un exjugador de baloncesto español. Con 2,00 m de estatura, su puesto natural en la cancha era el de alero.

## Trayectoria
- CB Guadalajara. Categorías inferiores.
- 1991-93 CB Guadalajara.
- 1993-96 CB Salamanca.
- 1995-96 Ernesto Electrodomésticos Alicante.
- 1996-97 Gráficas García Inca.
- 1997-03 CB Guadalajara.